# لانقوا الصغرى
لانقوا الصغرى (بالإنجليزية: Little Inagua)‏ هي جزيرة صغيرة نائية في جزر البهاما. و يوجد تنازع بين الولايات #المتحدة الامريكية# و #هايتي# 